# Strand Hotel
För andra betydelser, se Strand hotell.
Radisson Collection Strand Hotel, eller Strand Hotel, är ett hotell beläget vid Nybrokajen 9 på Blasieholmen i Stockholm, uppfört 1911-1912 efter ritningar av arkitekt Ludwig Peterson inför de olympiska spelen som hölls i huvudstaden. Hotellet har 169 rum och sviter som renoverades 2017-2018 bland annat Greta Garbos och Ingrid Bergmans favoritsvit. För den nutida verksamheten sörjer den belgiska hotellkedjan Radisson Hotels & Resorts.
Hotellet ägdes länge under 1900-talet av Svenska Frimurare Orden, vilka sålde det men köpte tillbaka det 2011.

## Historik
Hotellet grundades av tidigare hovmästaren på Grand Hôtel, Julius Grönlund, med förste köksmästare Albert Köhl, också från Grand Hôtel. Strand Hotel blev snabbt innestället för nöjesprofiler, konstnärer, designers, musiker och kreatörer. Strand Hotel var Greta Garbos och Ingrid Bergmans favorithotell och välbesökt av celebriteter som Frank Sinatra, Audrey Hepburn, Lady Gaga, JustD och Zara Larsson.

## Byggnad
Den tornkrönta byggnaden ansluter i material, Höganästegel och fri behandling av medeltidsformer, rundbågefris, krenelerade murar med mera till det 1930 rivna grannhuset, Höganäsbolagets magasinsbyggnad (1891), med samma arkitekt. Komplexet med dess tornpartier kom att kallas Lilla Bastiljen..
År 2017 påbörjades en helrenovering av Strand Hotel i samarbete med prisade arkitektbyrån Wingårdhs och Doos architects. Renoveringen färdigställdes 2018 i samband med namnbytet till Radisson Collection Strand Hotel.